# Јурске
Јурске (слч. Jurské) насељено је мјесто са административним статусом сеоске општине (слч. obec) у округу Кежмарок, у Прешовском крају, Словачка Република.

## Становништво
| Година:    | 1994. | 2004.    | 2014.    | 2024.    |
| ---------- | ----- | -------- | -------- | -------- |
| Број људи: | 611   | 823      | 1145     | 1504     |
| Разлика:   |       | +34,69 % | +39,12 % | +31,35 % |

| Година:    | 2023. | 2024.   |
| ---------- | ----- | ------- |
| Број људи: | 1464  | 1504    |
| Разлика:   |       | +2,73 % |

Према подацима о броју становника из 2011. године насеље је имало 1.041 становника.